# Lyctus chacoensis
Lyctus chacoensis là một loài bọ cánh cứng trong họ Bostrichidae. Loài này được Santoro miêu tả khoa học năm 1960.